# Memorial da Glória Militar (Cutáissi)
O Memorial da Glória Militar em Cutáissi (em georgiano: სამხედრო დიდების მემორიალი ქუთაისში; romaniz.: Samkhedro Didebis Memoriali Kutaisshi) foi um monumento dedicado aos mortos na Grande Guerra Patriótica, construído em Cutáissi em 1981, com projeto do arquiteto Otar Kalantarishvili e participação do escultor monumentalista Merab Berdzenishvili. Foi demolido em dezembro de 2009.

## Descrição
O memorial era composto por uma escultura equestre (o Cavaleiro Mzeçabuki) e um monumento sustentado por duas colunas, erguido sobre uma elevação. Na parte frontal metálica, havia figuras humanas esculpidas; acima delas, sete arcos com sinos pendurados representavam cada grupo de cem mil georgianos enviados aos frontes da Grande Guerra Patriótica. No topo, havia a figura de um monge com os braços abertos. Durante as décadas de 1990 e 2000, o monumento sofreu atos de vandalismo: parte do relevo foi danificada e dois sinos foram roubados.
O autor do projeto foi Merab Berdzenishvili.

## Demolição
Em dezembro de 2009, o Memorial da Glória Militar foi demolido para dar lugar ao novo edifício do Parlamento da Geórgia, cuja sede seria transferida de Tbilisi para Cutáissi. A ordem para que a demolição ocorresse até 21 de dezembro foi dada pelo então presidente Mikheil Saakashvili.
A decisão gerou forte oposição de partidos contrários ao governo, intelectuais e cidadãos comuns. Um abaixo-assinado contra a destruição do monumento foi iniciado na véspera da demolição.
A oposição convocou manifestações para o dia 21 de dezembro e propôs que, no lugar do memorial, fosse construída uma igreja, e não o Parlamento. Em 19 de dezembro, estudantes em Simferopol protestaram contra a demolição, queimando um boneco representando Saakashvili.

Antes da explosão, foram removidos o baixo-relevo já danificado da parte principal do memorial e a escultura do cavaleiro Mzeçabuki. Segundo a porta-voz do Ministério das Relações Exteriores da Geórgia, Ia Maharashvili, a escultura seria restaurada e realocada. A base de concreto remanescente foi demolida com explosivos em 19 de dezembro de 2009.
A operação foi executada por uma empresa privada chamada Sakpetkmretsvi (também conhecida como "Gruzvzryvprom"). Devido à negligência nas medidas de segurança, fragmentos da explosão atingiram pessoas próximas: uma mulher e uma criança morreram, e várias outras ficaram feridas, com três hospitalizadas em estado grave. Todos estavam a centenas de metros do local. O incidente levou à abertura de uma investigação criminal e à demissão do governador da região da Imerícia no mesmo dia.
Em 22 de fevereiro de 2010, três dirigentes da empresa responsável pela demolição foram condenados a diferentes penas de prisão.

O Ministério das Relações Exteriores da Geórgia publicou uma nota oficial em seu site, afirmando:
| “ | Gostaríamos de enfatizar que o Ministério das Relações Exteriores da Rússia tem o hábito imoral de constantemente interferir nos assuntos internos de outros países. Afirmamos com total responsabilidade que a memória das vítimas da Segunda Guerra Mundial é tratada com respeito e reverência na Geórgia. As autoridades e a sociedade georgianas prestam homenagem aos monumentos e memoriais. Quanto ao Memorial da Glória, ele foi gravemente danificado nos anos 1990, quando a Geórgia vivia acontecimentos instigados pela Rússia. Por isso, o monumento precisava de restauração. | ” |

## Restauração do memorial em Moscou
Em 22 de dezembro de 2009, o então primeiro-ministro da Rússia, Vladimir Putin, anunciou a possibilidade de reconstruir o memorial demolido de Cutáissi em Moscou:
| “ | Na visão de nossos especialistas, esse monumento tem valor artístico. Mas a questão principal não é essa. A destruição do memorial é mais uma tentativa de apagar da memória dos povos da antiga União Soviética o passado comum, inclusive o heroico. Por isso, considero possível reconstruí-lo na capital do antigo Estado unificado — Moscou. | ” |

A proposta recebeu apoio tanto na Rússia quanto na Geórgia. Entre os que apoiaram a reconstrução estavam o ex-primeiro-ministro Zurab Nogaideli, em visita a Moscou, e o político Petre Mamradze. No entanto, o escultor autor do projeto original declarou ser impossível recriar o memorial de forma idêntica, já que nenhuma documentação técnica foi preservada, nem com ele, nem no antigo ateliê de escultura de Tbilisi.
Em 2 de abril de 2010, o então prefeito de Moscou, Iuri Luzhkov, assinou a Portaria nº 615-RP apoiando a iniciativa do fundo “Herança Histórica” e de outras organizações para construir o novo monumento. A nova obra recebeu o nome "Na luta contra o fascismo estávamos juntos" e foi planejada para ser instalada na Colina Poklonnaya, no Beco da Memória, entre 2010 e 2011.
O presidente do “União dos Georgianos na Rússia”, Mikhail Khubutiya, solicitou formalmente ao prefeito de Moscou que a organização tivesse a honra de liderar os trabalhos de reconstrução.
Em 24 de dezembro de 2009, Putin anunciou que o novo memorial em Moscou seria projetado por Zurab Tsereteli.
No dia 2 de junho de 2010, foi aberta uma exposição dos melhores projetos para o novo monumento, que ficou disponível por uma semana na Colina Poklonnaya.

O público pôde votar no projeto preferido, entre 20 apresentados. A comissão selecionou os 6 melhores, com escultores da Rússia e da Geórgia participando.
| “ | É simbólico que o projeto tenha sido escolhido por concurso público” — destacou Khutbutiya — “Isso prova que fronteiras e alfândegas não dividem os povos. É uma reafirmação do ‘não’ à reescrita e falsificação da história em todo o espaço pós-soviético. | ” |

A iniciativa foi financiada pelo União dos Georgianos da Rússia.
Em 21 de dezembro de 2010, Vladimir Putin inaugurou oficialmente o novo monumento em Moscou, intitulado “Na luta contra o fascismo estávamos juntos”.

## Ligações
- Кутаиси беспокоит. Снос памятника в Грузии вызвал ажиотаж в России // Lenta.ru (17.12.2009)
- Плохо кончилось. При сносе Монумента славы в Грузии погибли люди // Lenta.ru (21.12.2009)
- Фотография мемориала, март 2008 года // panoramio.com
- Фотография мемориала (более поздняя) // panoramio.com
- Видео сноса мемориала и попадания осколка в толпу людей // Youtube